# Gare de Genève-La Praille
La gare de Genève-La Praille est une gare genevoise située sur le quartier de La Praille, utilisée comme gare de triage et gare marchandises. Elle est également ouverte au trafic voyageurs depuis le 16 décembre 2002, avec le point d'arrêt de Lancy-Pont-Rouge.

## Situation ferroviaire
La gare de La Praille est reliée aux lignes ferroviaires suivantes :
- Ligne Lausanne – Genève vers la Suisse ;
  - par un tronçon de 3,48 km électrifié en 15 000 V 16,7 Hz, passant par le tunnel de la Bâtie (1 078 m), le viaduc de la Jonction (166 m), le tunnel de St-Jean (220 m) puis donnant accès à la gare de Genève-Cornavin ;
- Ligne Genève – La Plaine vers la France ;
  - par un tronçon électrifié en 25 000 V 50 Hz, parallèle au tronçon cité plus haut ;
  - par un raccordement électrifié à la même tension, divergent après le viaduc de la Jonction et permettant de relier la ligne dans l'autre direction, via le tunnel de Châtelaine (1 081 m).

## Histoire
La gare de La Praille a été mise en service le 15 décembre 1949. Dix ans plus tard, le 1er novembre 1959, les trains français purent entrer dans la gare, à la suite de la mise en service des voies électrifiées en 1500 V =. L'électrification va être modifiée comme pour la ligne Bellegarde-Genève en 25 000 V ~ en 2016-2017. La nouvelle gare de La Praille a été inaugurée le 8 octobre 1968 et marque le transfert de tout le trafic des marchandises de Cornavin (gare voyageurs de Genève) à la Praille, hormis les colis express. Placée à la jonction des réseaux CFF et SNCF, la gare de La Praille règle le trafic international d'importation, d'exportation et le transit par Genève.
Les voies d'accès de la gare sont constituées de deux simples voies, l'une en direction de Cornavin vers la Suisse, l'autre en direction de Vernier-Meyrin vers la France.
Ces deux voies ont un tracé commun par le tunnel de la Bâtie (percement du tunnel le 30 juin 1948) et le viaduc de la Jonction, puis divergent au Nant Cayla. Elles sont électrifiées différemment selon les systèmes de traction CFF et SNCF.
À cet effet, la gare comprend deux groupes d'installations distinctes, à savoir :
- le triage pour le réception, le tri, la formation et l'expédition des trains ;
- la gare aux marchandises locale pour le trafic par wagon complets et le trafic de détail en grande et petite vitesse.

La gare couvre une superficie d'environ 43 hectares. Deux importants embranchements ferroviaires lui sont directement raccordés. Ce sont au sud, l'abattoir de la ville de Genève et au nord, le Port franc de Genève.
Divers projets sont en gestation sur ce site (CEVA, Pont-Rouge), une partie (62 572 m2) de la parcelle a été vendue au mois de janvier 2014 à la fondation pour la promotion du logement bon marché et de l'habitat coopératif (FPLC).

## Service des voyageurs
La Praille est principalement une gare marchandise et de triage, quelques exceptions ont permis d’accueillir la fête fédérale de gymnastique en 1978, avec des trains voyageurs pour les sportifs.
Avec la création du stade de Genève (en 2003), un quai relié directement a celui-ci a été crée, devenant alors le point d'arrêt commercial de Genève-Stade. Il arrive de temps en temps que des trains spéciaux pour les supporters, venant d'un peu partout en Suisse, s'y rendent.

## Service des marchandises
Depuis 1968, le trafic de détail est acheminé à La Praille par des courses (wagons navettes entre différentes gares de suisses et étrangères) en PV (petite vitesse) et GV (grande vitesse).
Ces wagons sont déchargés par des brigades (employés CFF) de 4h00 à 22h00. La marchandise était stockée dans les halles aux marchandises d'une surface globale d'environ 25 816 m2. Cette marchandise pouvait être retirée directement ou livrée par le camionneur officiel Sauvin Schmidt.